# Sakar (masyw górski)
Sakar (bułg. Сакар) – niewielki masyw gór niskich w południowo-wschodniej Bułgarii, nad granicą z Turcją. 
Masyw Sakar leży w równoleżnikowym ciągu gór nad południowym wybrzeżem Półwyspu Bałkańskiego. Od zachodu graniczy ze wschodnimi Rodopami. Od wschodu znajduje przedłużenie w górach Strandża. Od północy opada w Nizinę Górnotracką, a od południa - w Nizinę Ergene. Masyw ograniczają doliny Tundży od wschodu, Maricy od południa i południowego zachodu, Sazlijki i Sokolicy od wschodu i północy. 
Masyw Sakar ma zwarty, kopulasty kształt z jedną kulminacją pośrodku. Obrzeża masywu są pocięte głębokimi dolinami małych rzek. Najwyższym szczytem jest Wiszegrad - 856 m n.p.m. Podłoże masywu tworzą paleozoiczne granity, które są przykryte mezozoicznymi skałami przeobrażonymi - marmurami i gnejsami. 
Klimat gór Sakar jest śródziemnomorski, z ciepłymi zimami oraz z upalnymi i suchymi latami. Przeciętna temperatura powietrza wynosi 12 °C. Przeciętna ilość opadów jest niewielka i wynosi około 600 mm rocznie z maksimum w zimie. 
Pokrywę roślinną gór stanowią rozległe łąki z roślinnością ciepłolubną oraz niewielkie płaty lasów. Niższe partie są zajęte pod pola uprawne. Góry Sakar są siedliskiem wielu gatunków chronionych ptaków drapieżnych. Koło wsi Ustrem znajduje się zabytkowy monaster świętej Trójcy, znany także jako Wakywski lub Hajduszki monaster. 
Największą miejscowością w górach Sakar jest miasto Topołowgrad w północnej części masywu.